# Brachypelma verdezi
Brachypelma verdezi là một loài nhện trong họ Theraphosidae. Deze bodembewonenLoài này phân bố ở wouden in Trung Mỹ, voornamelijk in het zuiden van Mexico. De spin is niet zo territoriaal ingesteld en zal maar zelden met brandharen strooien bij het indringen van hun territorium. Bijten doet ze enkel bij prooien, die het territorium binnendringen.
De lengte van het lichaam van de spin kan bij een volwassen exemplaar tot 7 cm bedragen. De spin dient een luchtvochtigheid van 50 tot 70% te hebben en een gemiddelde temperatuur van 22 tot 26 °C.